# ショッピングシティベル
ショッピングシティベル（英語表記：Shopping City Bell）は、福井県福井市花堂南（はなんどうみなみ）二丁目にあるショッピングセンターである。平和堂がキーテナント、協同組合ゴールドショッピングセンターが設置・運営者となっている。
なお、公式ウェブサイトや一部のマスメディアなどでは、施設名をショッピングシティ・ベルと表記している。

## 概要
福井市の南部、フェニックス通り（福井県道229号福井鯖江線）の花堂交差点から江端川までの西面に位置する。建物延べ面積は約44,000平方メートル、売場面積約28,000平方メートル、敷地面積は5.2ヘクタール。来店客用駐車場は立体と平面の合計で2,000台分を備えている。
1980年（昭和55年）4月25日、当時福井県では最大規模のショッピングセンターとして開業。開業当初は、以前同地にあったボウリング場も併設していたが、現在は店舗全面改装ですべて取り壊され、跡地は主に立体駐車場が設けられた。
2005年（平成17年）11月にはキーテナントの平和堂が事前に一旦閉店し、店舗ブランド名をアル・プラザに変更したうえで開業。同県今立郡池田町が開設し、同町で収穫した農産物などを直販するアンテナショップが入居している。また、2022年（令和4年）6月24日のリニューアルオープンでは、福井県内では最大規模の売場面積（出店時点）となる無印良品がテナントになるなど、コロナ禍に伴う空き店舗を活用するリニューアルを実施した。

## 主な店舗・施設
現在のテナントの詳細は、公式サイトのフロアガイド&イベントスペースを参照。
- アル・プラザベル（旧・平和堂ベル店）[8]
- 専門店
- あじさいホール・文化教室
- ココス（別棟）
- フィットネス・プール（別棟）
- 福井市南サービスセンター(福井市の出先窓口）

## 交通アクセス
公共交通機関（鉄道）
- 福井鉄道福武線 ベル前駅下車。
- ハピラインふくい線・JR越美北線（九頭竜線） 越前花堂駅下車、徒歩約600メートル。

公共交通機関（路線バス・乗合タクシー）
- 京福バス
  - 70 運動公園線（道守高校先回り）「ベル前」下車。
  - 71 運動公園線（ベル前先回り）「ベル前」下車。
- 福井交通
  - 赤十字みのり線「ベル食品館」または「ベル前」下車。
  - 清水山線「ベル食品館」下車。
- 福井鉄道（福鉄バス）
  - 清明循環線「ベル食品館」下車。

自動車
- 国道8号（福井バイパス） 大町交差点から東環状線（福井県道182号三尾野別所線）経由で約1キロメートル。